# 逻沙乡
逻沙乡，是中华人民共和国广西壮族自治区百色市乐业县下辖的一个乡镇级行政单位。

## 行政区划
逻沙乡下辖以下地区：
仁龙村、山洲村、汉吉村、太平村、党雄村、九龙村、塘英村、全达村、逻瓦村、龙南村和黄龙村。